# Maechidius moluccanus
Maechidius moluccanus är en skalbaggsart som beskrevs av Moser 1920. Maechidius moluccanus ingår i släktet Maechidius och familjen Melolonthidae. Inga underarter finns listade i Catalogue of Life.